# Leonid Iwanowitsch Passetschnik

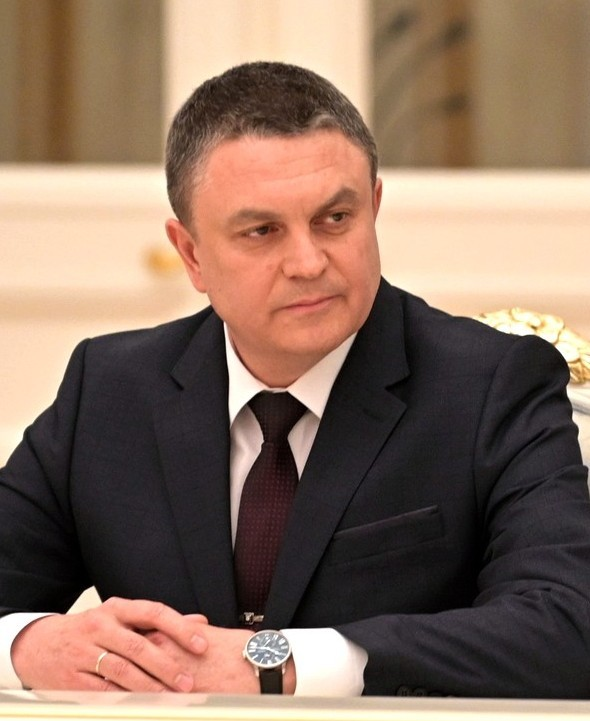
Leonid Passetschnik (2022)

Leonid Iwanowitsch Passetschnik (russisch Леонид Иванович Пасечник; ukrainisch Леонід Іванович Пасічник; * 15. März 1970 in Woroschilowgrad (heute Luhansk)) ist ein ostukrainischer Politiker. Im November 2017 wurde er, nach dem Rücktritt von Igor Plotnizki im Zusammenhang eines Machtkampfes, Republikchef der international nicht anerkannten Volksrepublik Lugansk.

## Leben
Passetschnik wurde 1970 in Woroschilowgrad, das damals zum Oblast Woroschilowgrad gehörte und in der Sowjetunion lag, geboren.
Seit Dezember 2021 ist er Mitglied der russischen Partei Einiges Russland. Am 21. Februar 2022 unterschrieb er zusammen mit dem russischen Präsidenten Wladimir Putin ein „Freundschafts- und Beistandsabkommen“ zwischen der „Volksrepublik Lugansk“ und der russischen Föderation, das zur Legitimation des russischen Überfalls auf die Ukraine dienen sollte. Ende September 2022 bat er – nach einem Scheinreferendum – Wladimir Putin darum, „die Frage eines Anschlusses der Volksrepublik Lugansk an Russland als Mitglied der Russischen Föderation zu prüfen“, worauf wenige Tage später am 30. September 2022 die international nicht anerkannte Annexion durch Russland folgte.
Ein ukrainisches Sondergericht hat Passetschnik im Juni 2024 in Abwesenheit wegen Kollaboration mit Moskau zu zwölf Jahren Haft verurteilt, zudem wurde er mit 13 Jahren Amtsverbot belegt, auch sein gesamter Besitz wurde beschlagnahmt.